# Либеральная партия объединения
Либеральная партия объединения (кор. 자유통일당 Чаютхон ильдан); до 2020 года Христианско-либеральная партия (кор. 기독자유당 Кидок чаюдан) — крайне правая политическая партия Кореи. Партия была сформирована 3 марта 2016 года. Представители целого ряда христианских организаций, включая Христианский совет Кореи и Совет церквей в Корее, посетили учредительный съезд партии.